# Profeternas palats
Profeternas palats är en fantasyroman av Terry Goodkind och den femte delen i bokserien Sanningens svärd. Boken utgör den tredje och sista delen av ursprungsboken Stone of Tears.